# Изкуството да обичаш (Овидий)
 Тази статия е за поемата на Овидий.  За книгата от Ерих Фром вижте Изкуството да обичаш.  
Изкуството да обичаш (на латински: Ars amatoria) е дидактическа поема, написана от римския поет Овидий. Написано на латиница и публикувано между годините 2 а. C. и 2 d. C. се състои от три книги или песни, в които той предоставя поредица от съвети за любовните отношения: къде да намерите жени, как да ги ухажвате, как да ги завладеете, как да поддържате любовта, как да я върнете, как да я предпазите от това да ни я откраднат и т.н.

## Форма и съдържание
Въпреки че е произведение с дидактическо съдържание, духът и формата са тези на елегията.  Избраният метър не е хекзаметърът, обичаен в дидактическите стихотворения, а елегичният куплет, по-типичен за елегията.
Първите две книги или песни са адресирани към мъжете и техните теми са съответно „Как и къде да получим любовта на жената“ и „Как да запазим вече постигнатата любов“. Те са публикувани съвместно не по-рано от 2-ра година пр.н.е. C. нито след 1 d. В.
Успехът на първите две книги го подтикна да напише Книга III,посветена този път на жените под заглавието „Съвети за жените за съблазняване на мъж“. Вероятно е публикуван през 2-ра година след Христа. В. 

## Последствия
Успехът на работата е огромен. Въпреки това, неговите учения противоречат на официалния морали предизвикват подозрения сред най-консервативния сектор на римското общество, включително император Август, покровител на Овидий.
Дали поради получения натиск, или заради обикновен литературен въпрос, в края на същото 2 а. C. или малко след като публикува Remedia amoris (Лекове за любов), произведение, в което той учи как да се предпазим от нещастна или пагубна любов.